# Аерохокей

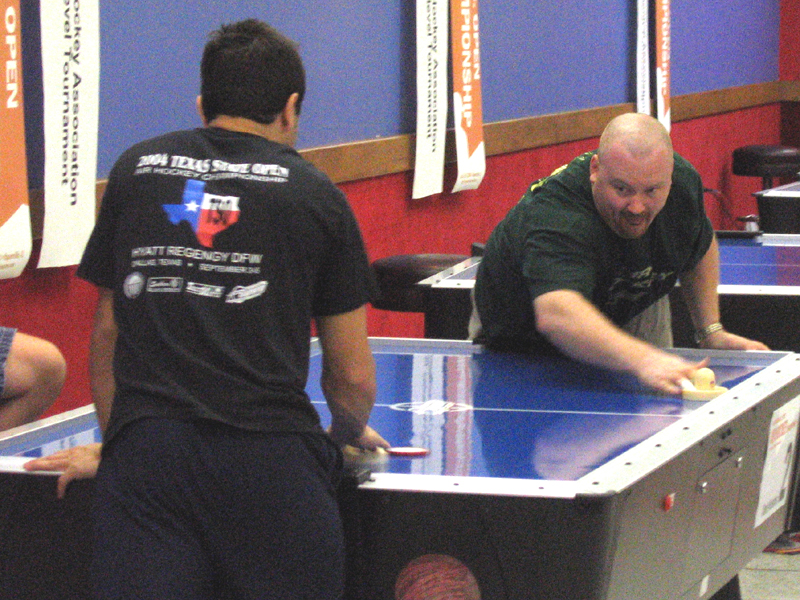
Гра в аерохокей

Аерохокей (англ. Air hockey) — це гра за участю двох гравців. Мета гри — забити шайбу у ворота суперника.

## Обладнання
Для гри необхідні стіл для аерохокею, дві спеціальні бити і шайба.
Типовий стіл для аерохокею — це велика гладка ігрова поверхня, оточена бортиком, що запобігає падінню шайби і бит. По краях столу розташовані щілини, що виконують роль воріт. Позаду воріт або під ними знаходяться отвори, через які повертається забита шайба. Через невеликі дірочки на ігровій поверхні створюється циркуляція повітря, що зменшує тертя і тим самим збільшує швидкість гри.
Деякі столи не мають цього механізму. Його частково замінює гладка, зазвичай пластикова, ігрова поверхня. Відмовляються від системи циркуляції повітря в цілях економії коштів на виробництво і ремонт. Потрібно зауважити, що такі столи не є в прямому сенсі столами для аерохокею (так як зроблені без системи повітряного тиску), але їх, тим не менш, вважають такими завдяки подібності ігрового процесу.
В даний час єдині столи, затверджені Американською Асоціацією Аерохокею (USAA — United States Air-Table-Hockey Association) для турнірів — восьмифутові столи виробництва Valley-Dynamo . Серед затверджених столів — Photon, Pro-Style, старіші Blue Top, Brown Top, Purple Top і Black Top з не розфарбованими бортиками. Такі столи, як HotFlash 2 з неоновим підсвічуванням, не дозволені для проведення змагань, але тим не менш залишаються чудовими моделями для гри і тренування.
Бита для аерохокею складається з простої ручки, прикріпленою до плоскої поверхні, що рухається в процесі гри по столу. Найпоширенішими є так звані «Високі» бити, що нагадують маленькі пластмасові сомбреро. Є також інший тип бит — плоскі, з більш короткою ручкою.
Шайби для аерохокею - плоскі диски, виконані з пластикового матеріалу, відомого як лексан. Стандартні, схвалені Асоціацією, шайби — жовтого, червоного і зеленого кольору.
Під час змагань на лицьову сторону шайби наклеюється спеціальний тонкий білий папір.
Електроніка аерохокею управляє компресором, який нагнітає повітря. Для підрахунку очок служать оптичні датчики, а на комерційних столах також стоять електрозамки, блокуючі після гри шайбу усередині столу. На комерційних столах під час гри звучить музика, яка підігріває азарт гравців.

## Правила гри
Основні правила гри, затверджені Американською Асоціацією Аерохокею  :
• Гравця, що починає матч, визначають вкиданням шайби або жеребом.
• За кожну забиту у ворота супротивника шайбу присуджується одне очко.
• Виграє той, хто за три хвилини набере більшу кількість очок.
• Гол зараховується, коли шайба падає у ворота, навіть якщо це не зафіксовано електронним пристроєм для підрахунку очок [Архівовано 6 січня 2009 у Wayback Machine.].
• Категорично забороняється закривати свої ворота сторонніми предметами
• Притискати битою шайбу до столу категорично заборонено (це дуже серйозне порушення, тому що може призвести до пошкодження ігрової поверхні).
• Гравець не може доторкатися шайби чим-небудь, крім бити. За це шайба також переходить супернику.
• Якщо гравець зупиняє шайбу рукою або чим-небудь ще, крім бити, зараховується порушення і оголошується штрафний удар.
• Дотик до шайби, що знаходиться на стороні супротивника, теж вважається порушенням. Повністю перетинати биткою центральну лінію не можна — гра зупиняється і хід передається.
• Якщо шайба залишає межі столу після сильного удару від чужої битки, хід передається гравцеві , що захищається — не зважаючи на те, що шайба вилетіла від його битки.

## Історія та турніри
Аерохокей був винайдений трьома інженерами Brunswick Corporation в Маскігоне, штат Мічиган, в кінці 1960-х років. Бредфорд Болдуін, Філіп Кроссман і граф Роберт Кенрік побудували стіл для тестування системи циркуляції повітря, що застосовується в інших проектах, що не мають відношення до аерохокею. У вільний від роботи час вони грали за цим столом, використовуючи круглу шайбу і квадратні бити. На кінцях столу поміщалися світлочутливі елементи і звичайні дверні дзвінки, що сповіщали про голи. Потім було вирішено, що така гра може сподобатися широкій аудиторії. Так з'явився аерохокей.
Інженер компанії Brunswick Billiards Боб Лем'є, фанат великого хокею, в 1972 році організував виробництво та продаж обладнання для аерохокею. Справа виявилася успішною, приносила солідний дохід, і до середини 1970-х років виникла потреба в організації турнірів. Для встановлення єдиних правил гри в 1978 році Філіп «Філ» Арнольд створив USAA — Американську асоціацію аерохокею (United States Air-Table Hockey Association). З моменту її заснування Асоціація судила як мінімум один матч в масштабі країни або чемпіонат світу з аерохокею кожен рік, нагородивши 12 різних чемпіонів за 30 років. USAA залишається єдиною визнаною у всьому світі організацією з аерохокею, вона налагодила тісну співпрацю з фірмами-виробниками столів для аерохокею та працівниками сфери реклами. Зараз турніри з аерохокею проводяться в сформованому колі професійних гравців зі всього світу на базах поряд з Х'юстоном, Сан-Франциско, Лос-Анджелесом, Денвером, Чикаго, Нью-Йорком, Мерілендом і Бостоном в США; Барселоною (Каталонія) і Севільєю в Іспанії; Санкт-Петербургом, Москвою і десятком інших регіонів у Росії; Брно в Чехії. З кінця 1980-х Каракас (Венесуела) служив центром активності. Триразовий чемпіон світу Хосе Мора і інші фіналісти народилися саме там. З 1999 року, однак, активність жителів Венесуели різко скоротилася.
25 серпня 2007 відбувся Техаський турнір, на якому були присутні «батьки» аерохокею — Бредфорд Болдуін, Філіп Кроссман і Роберт Кенрік. Вони вперше з'явилися на турнірі разом з часів винайдення гри.
18 листопада 2006 заснована European Air Hockey Association (EAHA), під егідою якої пройшли 1-й і 2-й чемпіонати Європи з аерохокею в Барселоні. Права на проведення 3-го чемпіонату Європи були передані WTHA (Чехія), але через відсутність столів «Dynamo» турнір не відбувся. 4-й чемпіонат Європи під егідою EAHA проходив в травні-червні 2009 р. в Росії, в Санкт-Петербурзі. Загальноросійською національною федерацією є Російська федерація аерохокею (РФА) / Russian Airhockey Federation (RAF), яка організуює чемпіонати Росії, Кубки Росії і формує збірну для виїзду на міжнародні турніри. Турніри в суб'єктах Російської Федерації проводять: Федерація Аерохокею Санкт-Петербурга (ФАЗП), Московська асоціація аерохокею (МАА), Федерація аерохокею Пермського краю (ФАПК) Федерація аерохокею Великого Новгорода (Фавн), Хабаровська ліга аерохокею (Хла), Воронезька федерація аерохокею (ВФА), Уссурійська асоціація аерохокею (УАА).